# ROH Anniversary Show
ROH Anniversary Show est un pay-per-view de la Ring of Honor (ROH) disponible uniquement en paiement à la séance. La première édition de cet évènement eut lieu en 2003. Onze éditions ont eu lieu depuis sa création et se déroule chaque année au mois de février (ou mars suivant les années) et est le premier PPV de l'année. Ce PPV célèbre l'anniversaire de la fédération, plus précisément le premier show de la fédération The Era of Honor Begins, qui a eu lieu le 23 février 2002. Anniversary Show est considéré comme un des évènements les plus importants de la fédération. Bien que la ROH diffuse ses pay-per-view depuis 2009, ce show est disponible via internet que depuis 2011. Depuis 2015, ce spectacle est diffusé en direct en paiement à la séance sur le câble et le satellite.

## Historique
| Événement                                  | Date            | Lieu                               | Ville                             | Spectateurs | Événement principal |
| ------------------------------------------ | --------------- | ---------------------------------- | --------------------------------- | ----------- | --- |
| One Year Anniversary Show                  | 8 février 2003  | Elks Lodge                         | Queens, New York                  | 700         | Da Hit Squad (Mafia & Monsta Mack), Divine Storm (Chris Divine & Quiet Storm), The S.A.T. (Jose Maximo & Joel Maximo) & Mikey Whipwreck vs. Special K (Angel Dust, Brian XL, Deranged, Dixie, Hydro, Izzy, Jody Fleisch, Slim J, Slugger & Yeyo) dans un Handicap Scramble Match |
| 2nd Anniversary Show                       | 14 février 2004 | National Guard Armory              | Braintree, Massachusetts          | 600         | AJ Styles vs. CM Punk pour le ROH Pure Championship |
| 3rd Anniversary Celebration                | 19 février 2005 | Rex Plex                           | Elizabeth, New Jersey             | 1 100       | The Carnage Crew (HC Loc & Tony DeVito) vs. Generation Next (Roderick Strong & Jack Evans) vs. The Ring Crew Express (Dunn & Marcos) vs. Special K (Azrieal & Dixie) vs. Special K (Izzy & Deranged) dans un Scramble Cage Match                                                 |
| 3rd Anniversary Celebration                | 25 février 2005 | Montgomery County Fairgrounds      | Dayton, Ohio                      | 700         | AJ Styles vs. Jimmy Rave |
| 3rd Anniversary Celebration                | 26 février 2005 | Frontier Fieldhouse                | Chicago Ridge, Illinois           | 1 000       | Austin Aries (c) vs. Samoa Joe pour le ROH World Championship |
| 4th Anniversary Show                       | 25 février 2006 | Inman Sports Club                  | Edison, New Jersey                |             | Generation Next (Austin Aries & Roderick Strong) (c) vs. AJ Styles & Matt Sydal pour les ROH Tag Team Championship |
| 5th Year Festival                          | 4 mars 2007     | Liverpool Olympia                  | Liverpool, Merseyside, Angleterre |             | Samoa Joe vs. Homicide |
| 6th Anniversary Show                       | 23 février 2008 | Manhattan Center                   | Manhattan, New York               |             | Nigel McGuinness (c) vs. Bryan Danielson pour le ROH World Championship |
| 7th Anniversary Show                       | 21 mars 2009    | Hammerstein Ballroom               | Manhattan, New York               | 150         | Nigel McGuinness (c) vs. KENTA pour le ROH World Championship |
| 8th Anniversary Show                       | 13 février 2010 | Manhattan Center                   | Manhattan, New York               | 1 000       | Austin Aries (c) vs. Tyler Black pour le ROH World Championship |
| 9th Anniversary Show                       | 26 février 2011 | Frontier Fieldhouse                | Chicago Ridge, Illinois           | 1 400       | Briscoe Brothers (Jay Briscoe & Mark Briscoe) vs. World's Greatest Tag Team (Charlie Haas & Shelton Benjamin) pour être challenger n°1 pour les ROH World Tag Team Championship                                                                                                  |
| 10th Anniversary Show: Young Wolves Rising | 4 mars 2012     | Hammerstein Ballroom               | Manhattan, New York               | 1 300       | Eddie Edwards & Adam Cole vs. Team Ambition (Davey Richards & Kyle O'Reilly) |
| 11th Anniversary Show                      | 2 mars 2013     | Frontier Fieldhouse                | Chicago Ridge, Illinois           | 900         | Kevin Steen (c) vs. Jay Lethal pour le ROH World Championship |
| 12th Anniversary Show                      | 21 février 2014 | Pennsylvania National Guard Armory | Philadelphie, Pennsylvanie        | 850         | Kevin Steen vs. Cliff Compton dans un Unsanctionned Philadelphia Street Fight match |
| 13th Anniversary Show                      | 1er mars 2015   | Orleans Hotel & Casino             | Las Vegas, Nevada                 | 1 400       | Jay Briscoe (c) vs. Tommaso Ciampa vs. Michael Elgin vs. Hanson pour le ROH World Championship |
| 14th Anniversary Show                      | 26 février 2016 | Sam's Town Hotel and Gambling Hall | Las Vegas, Nevada                 | 700         | Jay Lethal (c) vs. Adam Cole vs. Kyle O'Reilly pour le ROH World Championship |
| 15th Anniversary Show                      | 10 mars 2017    | Sam's Town Hotel and Gambling Hall | Las Vegas, Nevada                 | 1000        | Adam Cole (c) vs. Christopher Daniels pour le ROH World Championship |